# Dermot Mulroney
Dermot Patrick Mulroney (Alexandria, Virginia, 31 de octubre de 1963) es un actor y director estadounidense.
Formado en la Northwestern University, Mulroney debutó en el cine con Asesinato en Beverly Hills de Blake Edwards en 1988 y el western Young Guns. Entre sus principales películas se encuentran: Point of No Return de 1993 como el amante de la protagonista Bridget Fonda, La boda de mi mejor amigo de 1997, donde interpretó al novio de Cameron Díaz y al mejor amigo de Julia Roberts; Copycat (1995), About Schmidt (2002), Goodbye Lover (1998) y El día de la boda (2004). Recientemente ha participado en la serie New Girl, protagonizada por Zooey Deschanel.
En 2011 dirigió Love, Wedding, Marriage protagonizada por Mandy Moore y Kellan Lutz.

## Vida privada
Estuvo casado con la actriz Catherine Keener con quien ha trabajado en algunas películas como Living in Oblivion de Tom DiCillo. 

## Filmografía

### Películas
| Año  | Título                        | Papel                     |
| ---- | ----------------------------- | ------------------------- |
| 1986 | The Drug Knot                 | Doug Dawson               |
| 1986 | El pecado de la inocencia     | Tim McGary                |
| 1987 | Daddy                         | Bobby                     |
| 1987 | Long Gone                     | Jamie Weeks               |
| 1988 | Sunset                        | Michael Alperin           |
| 1988 | Young Guns                    | Dirty Steve Stephens      |
| 1989 | Staying Together              | Kit McDermott             |
| 1989 | Survival Quest                | Gray Atkinson             |
| 1989 | Longtime Companion            | John                      |
| 1989 | Unconquered                   | Richmond Flowers Jr.      |
| 1990 | Bright Angel                  | George Russell            |
| 1991 | Career Opportunities          | Nestor Pyle               |
| 1992 | Where the Day Takes You       | King                      |
| 1992 | Samantha                      | Henry                     |
| 1993 | Point of No Return            | J. P.                     |
| 1993 | The Thing Called Love         | Kyle Davidson             |
| 1994 | Silent Tongue                 | Reeves McCree             |
| 1994 | Bad Girls                     | Josh McCoy                |
| 1994 | There Goes My Baby            | Pirata                    |
| 1994 | Angels in the Outfield        | Sr. Bomman                |
| 1994 | The Last Outlaw               | Eustis                    |
| 1995 | Copycat                       | Reuben Goetz              |
| 1995 | How to Make an American Quilt | Sam                       |
| 1995 | Living in Oblivion            | Wolf Überman              |
| 1996 | The Trigger Effect            | Joe                       |
| 1996 | Kansas City                   | Johnny O'Hara             |
| 1996 | Box of Moonlight              | Wick                      |
| 1996 | Bastard Out of Carolina       | Lyle Parsons              |
| 1992 | The Heart of Justice          | Elliot Burgess            |
| 1993 | Family Pictures               | Mack Eberlin              |
| 1997 | La boda de mi mejor amigo     | Michael O'Neal            |
| 1999 | Goodbye Lover                 | Jake Dunmore              |
| 2000 | Trixie                        | Dexter "Dex" Lang         |
| 2000 | Where the Money Is            | Wayne MacKay              |
| 2001 | The Safety of Objects         | Jim Train                 |
| 2001 | Investigating Sex             | Edgar Faldo               |
| 2001 | Lovely & Amazing              | Kevin McCabe              |
| 2002 | About Schmidt                 | Randall Hertzel           |
| 2004 | Undertow                      | John Munn                 |
| 2004 | Hair High                     | Rod (voz)                 |
| 2005 | The Wedding Date              | Nick Mercer               |
| 2005 | Must Love Dogs                | Bob Connor                |
| 2005 | The Family Stone              | Everett Stone             |
| 2006 | Griffin & Phoenix             | Henry Griffin             |
| 2007 | Dante's Inferno               | Dante Alighieri (voz)     |
| 2007 | Zodiac                        | Capitán Marty Lee         |
| 2007 | Georgia Rule                  | Dr. Simon Ward            |
| 2007 | Gracie                        | Bryan Bowen               |
| 2008 | Jolene                        | Tío Phil                  |
| 2008 | Burn After Reading            | Star of "Coming Up Daisy" |
| 2008 | Flash of Genius               | Gil Previck               |
| 2008 | The Memory Keeper's Daughter  | Dr. David Henry           |
| 2010 | Inhale                        | Paul Stanton              |
| 2011 | Abduction                     | Martin Price              |
| 2011 | J. Edgar                      | Coronel Schwarzkopf       |
| 2011 | The Family Tree               | Jack Burnett              |
| 2011 | Love, Wedding, Marriage       |                           |
| 2011 | Silent Witness                | Tony Lord                 |
| 2012 | Struck by Lightning           | Neal Phillips             |
| 2012 | The Grey                      | Jerome Talget             |
| 2012 | Big Miracle                   | Coronel Scott Boyer       |
| 2012 | Trade of Innocents            | Alex Becker               |
| 2013 | Space Warriors                | Andy Hawkins              |
| 2013 | Stoker                        | Richard Stoker            |
| 2013 | The Rambler                   | The Rambler               |
| 2013 | Jobs                          | Mike Markkula             |
| 2013 | August: Osage County          | Steve Heidebrecht         |
| 2015 | Careful What You Wish For     | Elliott Harper            |
| 2015 | Truth                         | Lawrence Lanpher          |
| 2015 | Insidious: Chapter 3          | Sean Brenner              |
| 2016 | Dirty Grandpa                 | David Kelly               |
| 2016 | Lavender                      | Patrick                   |
| 2016 | Sleepless                     | Stanley                   |
| 2017 | The Christmas Train           | Tom Langdon               |
| 2017 | The Mountain Between Us       | Mark                      |
| 2021 | The Blazing World             | Tom Winter                |
| 2023 | Scream 6                      | Detective Bailey          |
| 2023 | Anyone But You                | Leo Messina               |

### Televisión
| Año       | Título                          | Rol                         | Notas                        |
| --------- | ------------------------------- | --------------------------- | ---------------------------- |
| 1986      | Fame                            | Max                         | Episodio: "Losin' It"        |
| 1986      | CBS Schoolbreak Special         | Doug Dawson                 | Episodio: "The Drug Knot"    |
| 2003      | Friends                         | Gavin Mitchell              | 3 episodios                  |
| 2007–2008 | The Batman                      | Green Lantern / Hal Jordan  | 3 episodios                  |
| 2012–2013 | New Girl                        | Russell Shiller             | 5 episodios                  |
| 2012      | Saturday Night Live             | Él mismo                    | Episodio: "Jamie Foxx/Ne-Yo" |
| 2013      | Enlightened                     | Jeff Flender                | 6 episodios                  |
| 2014      | Crisis                          | Francis Gibson              | 13 episodios                 |
| 2015–2016 | Shameless                       | Sean Pierce                 | 22 episodios                 |
| 2015      | Mozart in the Jungle            | Andrew Walsh                | 2 episodios                  |
| 2016-2017 | Pure Genius                     | Dr. Walter Wallace          | 13 episodios                 |
| 2016      | SoundBreaking                   | Narrador                    | 8 episodios                  |
| 2017      | American Dad!                   | Jesse                       | Episodio: "Julia Rogerts"    |
| 2017      | American Horror Story: Cult     | Bob Thompson                | 3 episodios                  |
| 2018      | L.A. to Vegas                   | Capitán Steve Jasser        | 2 episodios                  |
| 2018      | Kingpin                         | Narrador                    | 4 episodios                  |
| 2018      | Rob Riggle's Ski Master Academy | Él mismo                    | 3 episodios                  |
| 2018      | Homecoming                      | Anthony                     | 3 episodios                  |
| 2018      | Into the Dark                   | Henry Tooms                 | Episodio: "Flesh & Blood"    |
| 2018      | Drunk History                   | Georges Ladoux              | Episodio: "Femme Fatales"    |
| 2018-2019 | Arrested Development            | Dusty Radler                | 7 episodios                  |
| 2018-2019 | Station 19                      | Greg Tanner                 | 5 episodios                  |
| 2019      | The Purge                       | Bobby Sheridan              | 10 episodios                 |
| 2019      | Cuatro bodas y un funeral       | Bryce Dylan                 | 6 episodios                  |
| 2019      | The Righteous Gemstones         | Johnny Seasons              | 4 episodios                  |
| 2020      | Messiah                         | Presidente John Young       | 2 episodios                  |
| 2020      | Prodigal Son                    | Nicholas Endicott           | 3 episodios                  |
| 2020      | The Eric Andre Show             | Él mismo                    | Episodio: "Lizzo Up"         |
| 2020-2021 | Hanna                           | John Carmichael             | 16 episodios                 |
| 2023      | Ghosts of Beirut                | Robert Ames                 | Episodio: "Emergence"        |
| 2023      | Invasión secreta                | Presidente Ritson           | 4 episodios                  |
| 2024      | Chicago Fire                    | Jefe de Batallón Dom Pascal |                              |